# Иста (посёлок)
Иста  — посёлок в Арсеньевском районе Тульской области России. 
В рамках административно-территориального устройства входит в Литвиновский сельский округ Арсеньевского района, в рамках организации местного самоуправления входит в муниципальное образование Астаповское со статусом сельского поселения в составе муниципального района.

## География
Расположен в 7 км к югу от райцентра — посёлка городского типа Арсеньево.

## Население
| 2002 | 2010 | 2014 | 2015 |
| ---- | ---- | ---- | ---- |
| 238  | ↘182 | ↗205 | ↘204 |